# Aventura Mall
Aventura Mall — торговый центр в городе Авентура (штат Флорида). Является самым большим торговым центром во Флориде и третьим по величине в США. Арендуемая площадь составляет около 250 000 квадратных метров. В торговом центре есть три этажа, на них размещено более 300 магазинов. Также в торговом центре есть фуд-корт с восемью ресторанами быстрого питания, а также несколько ресторанов на входе.